# فرودگاه شهری ادگلی
فرودگاه شهری ادگلی (به انگلیسی: Edgeley Municipal Airport) یک فرودگاه همگانی بهره‌برداری هوایی است که یک باند فرود آسفالت دارد و طول باند آن ۱۰۹۷ متر است. این فرودگاه در شهر ادگلی، داکوتای شمالی کشور ایالات متحده آمریکا قرار دارد و در ارتفاع ۴۸۸ متری از سطح دریا واقع شده است.